# Giovanni Cazzulani
Giovanni Cazzulani (Pandino, 5 augustus 1909 – Varzi, 22 oktober 1983) was een Italiaans wielrenner.

## Carrière
In 1932 nam hij als amateur deel aan de Olympische Zomerspelen. In de wegwedstrijd eindigde Cazzulani als zevende.
Cazzulani was professioneel wielrenner van 1933 tot 1940. In 1934 werd hij tweede in Milaan-San Remo en derde in de Ronde van Italië. In 1936 won Cazzulani de Ronde van Toscane.

## Palmares

### Overwinningen
1936
Ronde van Toscane

### Resultaten in voornaamste wedstrijden
| Jaar | Ronde van Italië | Ronde van Frankrijk | Ronde van Spanje |
| ---- | ---------------- | ------------------- | ---------------- |
| 1933 |                  |                     |                  |
| 1934 | ↑                | 16e                 |                  |
| 1935 |                  |                     |                  |
| 1936 | 12e              |                     |                  |
| 1937 | 21e              |                     |                  |
| 1938 |                  |                     |                  |
| 1939 | 19e              |                     |                  |

| Jaar | Milaan-San Remo | Ronde van Lombardije |
| ---- | --------------- | -------------------- |
| 1933 | 56e             |                      |
| 1934 | ↑               | 9e                   |
| 1935 |                 |                      |
| 1936 | 19e             |                      |
| 1937 | 6e              |                      |
| 1938 |                 | 25e                  |
| 1939 |                 |                      |